# Ґерд (супутник)
Ґерд або Герд, також Сатурн LVII, тимчасове позначення S/2004 S 25 — супутник Сатурна. Про його відкриття оголосили Скотт Шеппард, Девід Джевітт та Джен Кліна 7 жовтня 2019 року на основі спостережень, зроблених між 12 грудня 2004 року та 22 березня 2007 року. У серпні 2021 року він отримав своє постійне позначення. 24 серпня 2022 року його було офіційно названо на честь Ґерд, йотунки зі скандинавської міфології. Вона є дружиною Фрейра та уособленням родючого ґрунту.
Ґерд має діаметр близько 4 км і обертається навколо Сатурна на середній відстані 21,174 Гм за 1150,69 днів, під кутом нахилу 173° до екліптики, у ретроградному напрямку та з ексцентриситетом 0,442.